# Heather Donahue
Pour les articles homonymes, voir Donahue.
Heather Donahue est une actrice américaine née le 22 décembre 1974 à Upper Darby, Pennsylvanie (États-Unis).

## Biographie

### Enfance et formation
Elle est née le 22 décembre 1974.
Elle est diplômée de l’Université des Arts de Philadelphie en 1995 avec un baccalauréat en théâtre, et a également joué dans des productions au Battersea Arts Centre à Londres, en Angleterre où elle a fait son apprentissage en collaboration avec l’Université des Arts de Londres.

### Carrière
Elle se fait connaître en 1999 en tenant l'un des principaux rôles du film d'horreur Le Projet Blair Witch.
Elle a quitté le monde du cinéma et cultive désormais du cannabis médical dans le nord de la Californie, après 2008.
En 2012, elle fait édité son livre Growgirl (en).

## Filmographie
- 1997 : Raw: Stripped to the Bone (vidéo) : Sadey (in only one shot)
- 1999 : Sticks and Stones: Investigating the Blair Witch (vidéo) : Heather Donahue
- 1999 : Le Projet Blair Witch (The Blair Witch Project) : Heather Donahue
- 1999 : Curse of the Blair Witch (TV) : Heather Donahue
- 2000 : Home Field Advantage : Wendy Waitress
- 2000 : Boys and Girls de Robert Iscove : Megan
- 2001 : Au-delà du réel (The Outer Limits) (série télévisée, 1 épisode) : Claire Linkwood
- 2001 : Seven and a Match : Whit
- 2001 : The Velvet Tigress : Voice Over
- 2002 : The Walking Hack of Asbury Park : Wendy
- 2002 : New Suit : Molly
- 2002 : Disparition (Taken) (feuilleton TV) : Mary Crawford - Adult
- 2002 : The Big Time (TV)
- 2003 : FBI : Portés disparus (série télévisée, 1 épisode) : Linda Schmidt
- 2005 :  Philadelphia (série télévisée, 1 épisode) : Stacy Corvelli
- 2005 : Manticore (en) (TV) : Cpl. Keats
- 2008 : The Morgue (en) : Nan

## Distinctions

### Récompenses
- 2000 : Fangoria Chainsaw Awards de la meilleure actrice pour Le Projet Blair Witch
- 2000 : Online Film & Television Association Awards de la meilleure révélation féminine pour Le Projet Blair Witch

### Nominations
- 1999 : The Stinkers Bad Movie Awards de la pire actrice pour Le Projet Blair Witch
- 2000 : Blockbuster Entertainment Awards de la révélation féminine préférée pour Le Projet Blair Witch
- 2000 : Online Film Critics Society Awards de la meilleure actrice pour Le Projet Blair Witch